# Jordi Casanovas i Miró
Jordi Casanovas i Miró (Barcelona, 25 d'octubre de 1953 - Barcelona, 22 de març de 2020) fou un filòleg català, especialista en epigrafia hebrea medieval.
Es va doctorar en Filologia Semítica (Secció d'Hebreu i Arameu) a la Universitat de Barcelona. La seva especialitat fou l'epigrafia hebrea medieval, a la qual va dedicar la seva tesi doctoral centrada en les inscripcions hebrees funeràries medievals d'Espanya, amb el títol Las inscripciones funerarias hebráicas medievales de España que fou publicada per Brepols el 2004.
Ha estat autor de molts treballs científics i un gran divulgador de l'epigrafia hebrea. Entre els seus treballs hi trobem: Epigrafia Hebrea (Real Academia de la Historia, 2005); El Museu de l'Acadèmia de Bones Lletres de Barcelona (Barcelona, 2009); Arte románico de Cataluña (MNAC, 2001); Libro de cuentas de un prestamista judío gerundense del siglo XIV (UB, 1990); Art romànic i escultura de Vanguardia (Col·leccions del MNAC, 2001); El viatge a Espanya d'Alexandre de Laborde (1806-1820) (MNAC, 2006) i Nova aproximació a la cronologia del cementiri jueu de Montjuïc-Barcelona (Tamid 4, 2002).
Del 1991 fins a la data del seu traspàs, treballà com a conservador del Museu Nacional d'Art de Catalunya (MNAC).
Fou membre de la Societat Catalana d'Estudis Hebraics, filial de l'Institut d'Estudis Catalans, societat que presidí breument del febrer de 2020 fins a la seva mort, a causa d'un atac de cor, el 22 de març de 2020.